# Kassettenrekorder

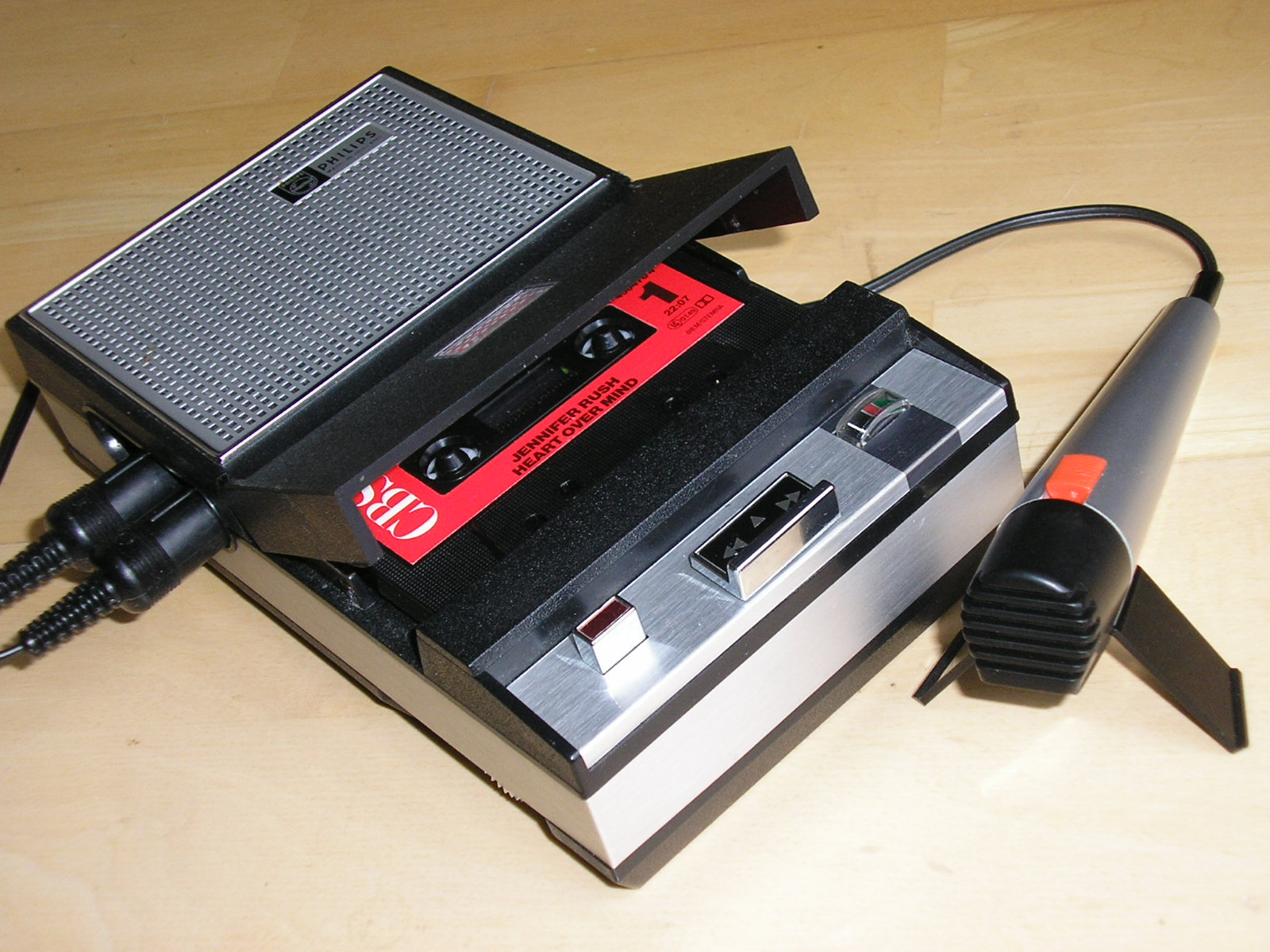
Einer der ersten Philips-Kassettenrekorder von 1963 mit der typischen Einknopf-Bedienung
Typ EL 3302 (Batteriebetrieb)

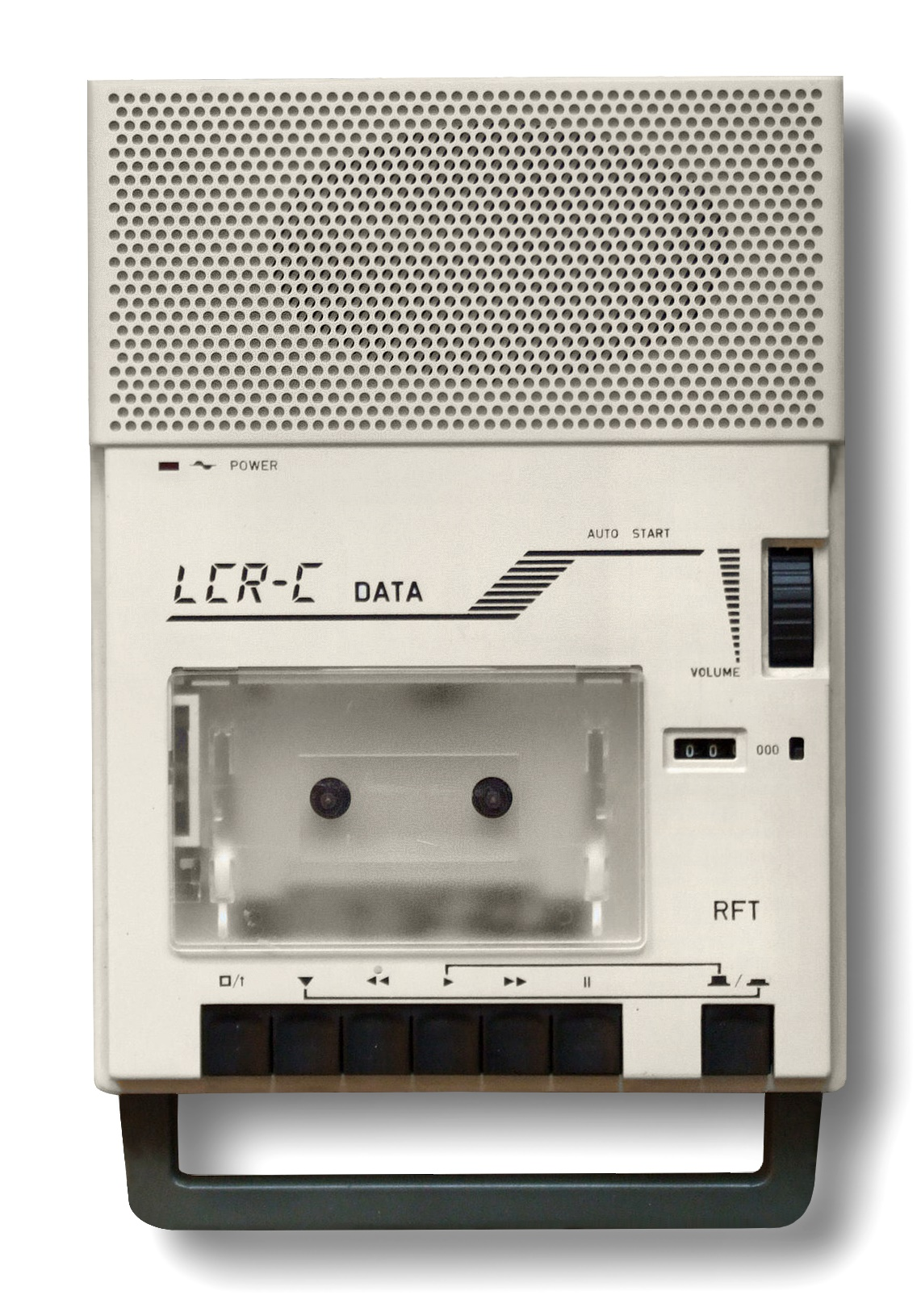
Vom VEB Elektronik Gera hergestellter Kassettenrekorder zur Datenspeicherung

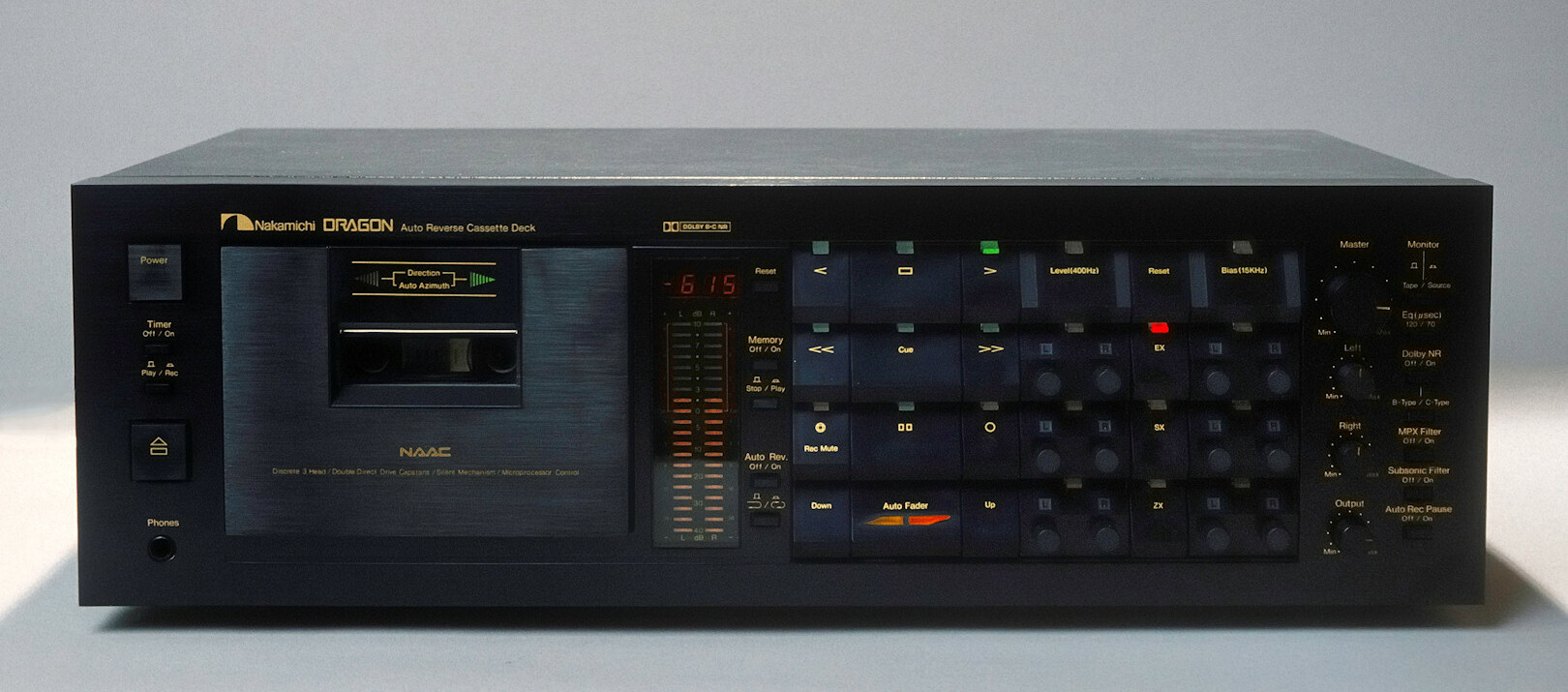
Das High-End-Kassettendeck Nakamichi Dragon hatte Hinterbandkontrolle und Auto Reverse mit automatischer Azimuthanpassung der Tonköpfe, zudem konnte das Gerät manuell auf die Eigenschaften des Bandmaterials eingemessen werden. Der Preis betrug rund 4000 DM.

Kassettenrekorder sind eine spezielle Form von Audiorekordern, bei denen die Tonaufzeichnung analog auf Kompaktkassetten geschieht. Sie sind eine in den 1970er Jahren populär gewordene kleine Variante der Tonbandgeräte. Die Compact Cassette, auch Audio-Kassette genannt, wurde 1963 von Philips auf der Internationalen Funkausstellung in West-Berlin vorgestellt und in den Markt eingeführt.
Mit dem Siegeszug der digitalen Tonaufzeichnung – vor allem des MP3-Formats als Träger für private Musiksammlungen – nahm die Bedeutung von Kassettenrekordern ab etwa dem Ende der 1990er Jahre stetig ab. Mittlerweile sind nur noch wenige Kassettenrekorder im Handel erhältlich.

## Arten von Kassettenrekordern
Kassettenrekorder gibt es in einer Vielzahl von Kombinationen und Arten:
- als meist tragbares Einzelgerät mit Lautsprecher und eingebautem Mikrofon
- als Diktiergerät mit Mikrofon und zusätzlichen Funktionen, auch für Mini- oder Mikrocassetten mit verringerter Bandlaufgeschwindigkeit (2,4 cm/s bzw. 1,2 cm/s); solche Geräte ließen sich vielfach durch einen am Mikrophon angebrachten Schalter stoppen und wieder starten
- als Kassettendeck ohne eigenen Verstärker
  - in einem HiFi-Turm („Tape-Deck“) oder
  - als Teil einer Midi-, Mini-, Microstereo- oder Kompaktanlage
- als Radiorekorder mit eingebautem Radioempfänger
- als Kombination mit einem Radiowecker (oftmals ohne Aufnahmefunktion)
- als tragbares Kleingerät z. B. Sony Walkman – meistens nur Kassettenabspielgerät (Player) ohne Aufnahmefunktion (teilweise mit eingebautem Radioempfänger)
- als Player im Autoradio

Bis in die späten 1960er Jahre hinein konnte man die handelsübliche vorbespielte Musicassette nur auf sogenannten Cassettophonen ohne Aufnahmefunktion abspielen.
Erste Heimcomputer (z. B. Sinclair ZX80) nutzten ab dem Ende der 1970er Jahre Kassettenrekorder auch zur Datenspeicherung (siehe hierzu auch Datasette). Die Daten bzw. Programme wurden dazu nach einem herstellerspezifischen Verfahren in hörbare Töne umgewandelt, um mit der analogen Technik aufgezeichnet werden zu können, und beim Wiedereinlesen entsprechend wieder digitalisiert. Die so erreichte Datenrate war typisch ca. 150…300 Bit/s, was für die geringen Datenmengen aber ausreichte.

### Standard-Ausstattungselemente
- ▶ Wiedergabe: Wiedergeben der Aufzeichnung
- ⏺︎ Aufnahme: Aufzeichnen mit Löschung der vorherigen Aufzeichnung auf dem Band. Eine Aufzeichnung kann durch das Ausbrechen der Löschschutz-Laschen an Oberkante der Kassette für jede Seite einzeln verhindert werden.
- ⏪︎ Schneller Rücklauf: Schnelles Umspulen des Tonbandes auf die Abwickelspule ohne Tonwiedergabe
- ⏩︎ Schneller Vorlauf: Schnelles Umspulen des Tonbandes auf die Aufwickelspule ohne Tonwiedergabe
- ⏹︎ Stopp: Abheben der Andruckrolle und zumeist auch des Tonkopfes vom Band, Abschalten des Antriebs
- ⏸︎ Pause: Nur Abheben der Andruckrolle und Auskuppeln des Aufwickeldornes – der Antrieb läuft i. d. R. weiter und die Tonköpfe bleiben angelegt. Bei Aufnahme ist die Aussteuerungsanzeige weiter aktiv.
- ⏏ Eject- bzw. Auswurftaste zum Öffnen des Kassettenfachs
- Auto-Stopp-System (Automatisches Abschalten des Bandantriebs am Bandende). Bei einfachen Laufwerken liegt auf dem Tonband zwischen Ton- und Löschkopf ein Stift, der die Spannung des Tonbandes überwacht. Strafft sich das Band, löst der Stift den Stopp aus. Bei aufwändigeren Laufwerken wird entweder die Rotation der Wickeldorne überwacht oder mit einer Lichtschranke das Einlaufen des transparenten Vorbandes am Anfang/Ende der Kassette abgetastet. Wird der aufwickelnde Dorn überwacht, schützt dies auch vor Bandsalat.
- Ein- und Ausgangsbuchsen
- Kopfhörerausgang
- Aussteuerungsanzeige
- Aussteuerungsregler oder Aussteuerungsautomatik
- Fe-/Cr-Umschalter (Bandwahlschalter) oder automatische Bandsortenwahl
- Abfrage der Aufnahme-Schutzlaschen an der oberen Kassettenseite

### Weitere Bedienelemente
Je nach Verwendungszweck, Preisklasse und Epoche findet man weitere Elemente und Ausstattungsmerkmale.
- Eingangswahlschalter zwischen Mikrofon, DIN- oder Cinch-Buchse. Unüblich geworden, seit DIN-Kabel nicht mehr gebräuchlich sind und Mikrofone nicht mehr eingebaut werden.
- Bandzählwerk, bei einfachen Laufwerken als mechanisches Zählwerk; bei aufwändigen Laufwerken elektronisch, teilweise sogar in der Einheit Minuten/Sekunden, teilweise auch mit Restzeitanzeige
- Eingebautes Mikrofon (nicht bei Kassettendecks)
- Record Timer, die Aufnahme per Zeitschaltung bedarf bei elektronischen Tasten einer zusätzlichen Technik, bei mechanischen Tasten genügt es, diese zu drücken und das Gerät an einer Zeitschaltuhr zu betreiben.
- Einstellbarer Kopfhörerausgang
- Eingebauter Radioempfänger
- Umschalter zwischen Stereo- und Monophonie
- Stillaufnahme (REC MUTE): Automatisches Einfügen einer Pause in die Aufnahme, die z. B. ein automatischer Suchlauf (beispielsweise das Automatic Program Search System von Sharp) zum Titelfinden nutzen kann
- Automatischer Suchlauf, der Pausen zwischen den Aufnahmen voraussetzt (⏭︎ vorwärts und ⏮︎ rückwärts)
- Auto-Reverse-System (Automatischer Seitenwechsel am Bandende)
- Auto-Repeat (automatisches Rückspulen am Bandende, erneuter Start am Bandanfang)
- Hinterbandkontrolle durch einen zusätzlichen Tonkopf
- Einstellbare Vormagnetisierung (BIAS)
- Rauschunterdrückungssystem, z. B. Dolby, High Com, DNL oder dbx
- Beleuchtetes Cassettenfach
- Umschalter für Metall-Bänder
- CD-Dubbing (automatisches Aufnehmen von CDs)

## Kassetten-Deck
Das Kassetten-Deck oder Tape-Deck ist eine Tonquelle mit Kompaktkassetten und war in den 1970er bis 1990er Jahren Bestandteil einer Stereoanlage, meist zusätzlich zu einem Plattenspieler und einem Radio-Teil. Das Kassetten-Deck war entweder ein eigenes Gerät in einem Hi-Fi-Turm, oder später auch integriert in eine Kompakt-Anlage. Eine deutliche konstruktive Unterscheidung zu Kassettenrekordern und Radiorekordern ist vor diesem Hintergrund auch, dass Kassettendecks weder eingebaute Audioverstärker (Leistungsverstärker) noch Lautsprecher haben.
Durch die Größe ist gegenüber den kompakten Kassettenrekordern eine deutlich hochwertigere Bauweise möglich. Vor allem der kontrollierte Bandantrieb, die großen Schwungmassen und die präzise Bandführung bewirken eine gleichmäßige Bandgeschwindigkeit. Eine konstante Bandgeschwindigkeit ist Voraussetzung für eine tonhöhengenaue Wiedergabe. Hochwertige Kassettendecks sind oft mit Dual-Capstan-Antrieb ausgestattet. Dabei wird das Tonband mit zwei Antriebselementen gespannt, eines vor und eines hinter dem Tonkopf und der Anpressdruck dadurch genau kontrolliert. Auch die Elektronik ist aufwendiger ausgelegt und bietet (u. U. mehrere) Optionen zur Rauschunterdrückung, ein Filter zur Unterdrückung des Pilottons bei UKW-Aufnahmen („MPX-Filter“) sowie die Optimierung der Aufnahmeparameter (Vormagnetisierung) auf das verwendete Band („Einmessen“), in Geräten der Oberklasse sogar vollautomatisch.
In hochwertigen Aufnahmegeräten wurde zur Hinterbandkontrolle ein zweiter Tonkopf eingebaut. Direkt hinter dem ersten Tonkopf, mit dem die Aufnahme erfolgt, sitzt ein weiterer Tonkopf, mit dem das soeben aufgezeichnete Signal wieder abgespielt wird, wodurch das Aufnahme-Ergebnis unmittelbar kontrolliert werden kann.
Geräte mit zwei Kassettenlaufwerken dienen dem Kopieren von Kassetten. Einige Geräte verfügten über die Funktion des high speed dubbing, wobei die Kopierzeit durch erhöhte Bandlaufgeschwindigkeit beider Laufwerke verringert wurde. Obwohl ähnliche Verfahren in der industriellen Massenproduktion vorbespielter Audiokassetten mit Kopiermaschinen Standard waren und sind, konnte high speed dubbing mit Heimgeräten qualitativ nicht überzeugen. 1985 kam ein exotischer Radiorekorder mit drei Kassettenlaufwerken auf den Markt, von denen zwei aufnehmen konnten. Die drei Kassettenlaufwerke wurden mit zwei Motoren angetrieben, wovon einer zwei Laufwerke antrieb. Günstigere Doppeldecks hatten nur einen Motor, was Schwankungen in Geschwindigkeit und Gleichlauf beim high speed dubbing aufhob, was bei portablen Geräten üblich war.

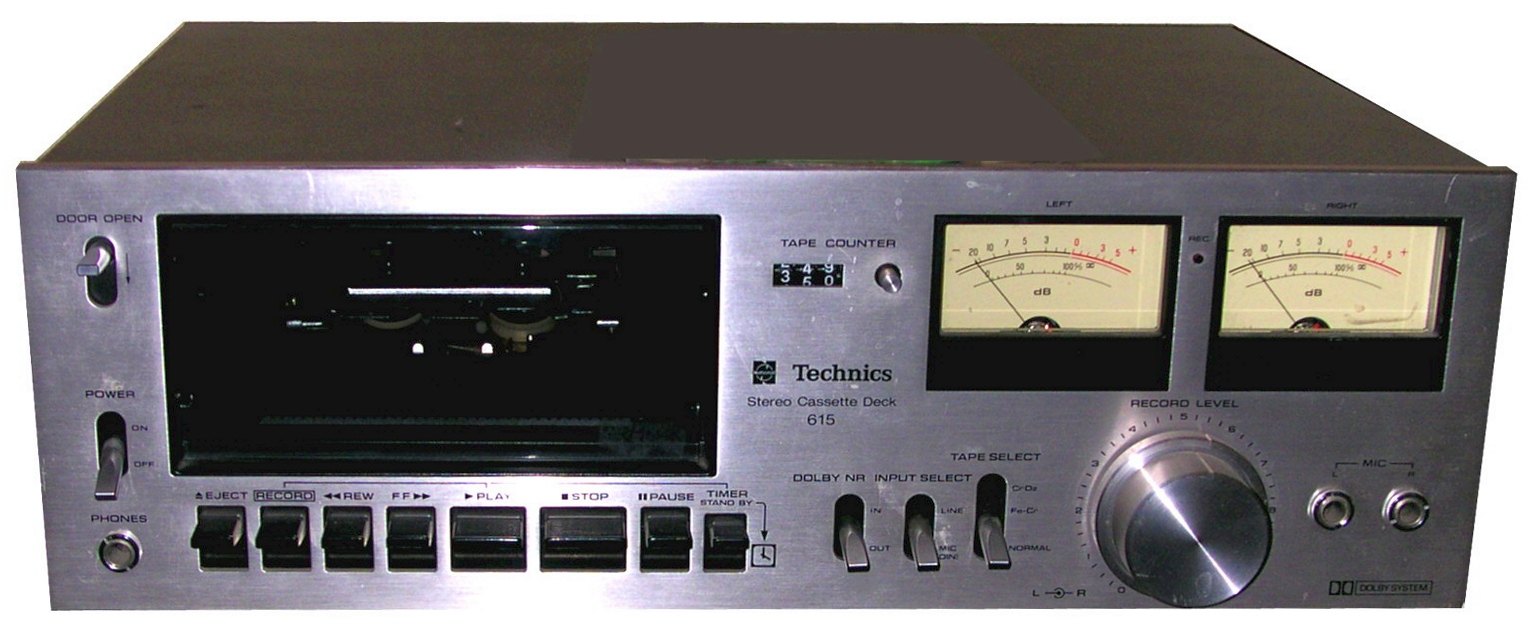
HiFi-Kassettendeck von Technics (1977) mit analogen Zeiger-VU-Metern zur Kontrolle der Aussteuerung
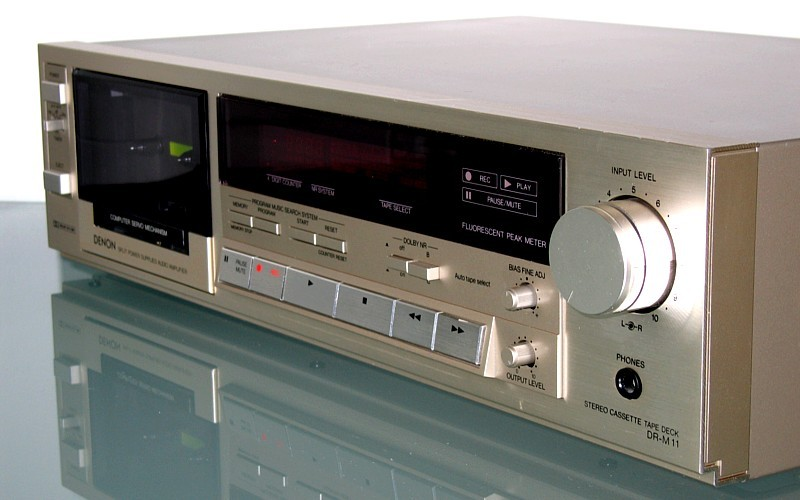
Denon Tapedeck DR-M 11 aus den 1980er Jahren mit Dolby B und C
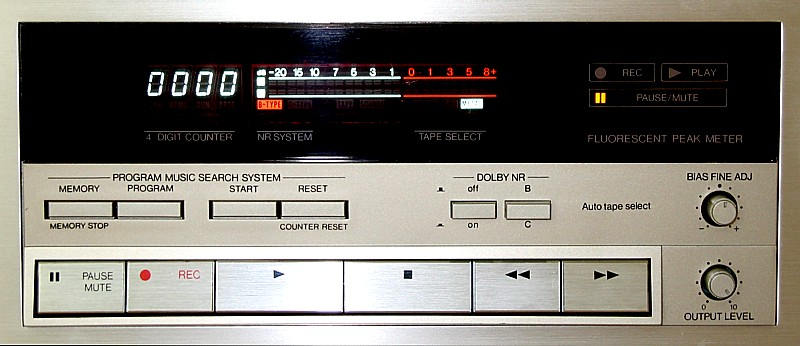
Detailansicht der Bedienungselemente des Denon DR-M 11 links, mit digitaler Aussteuerungsanzeige
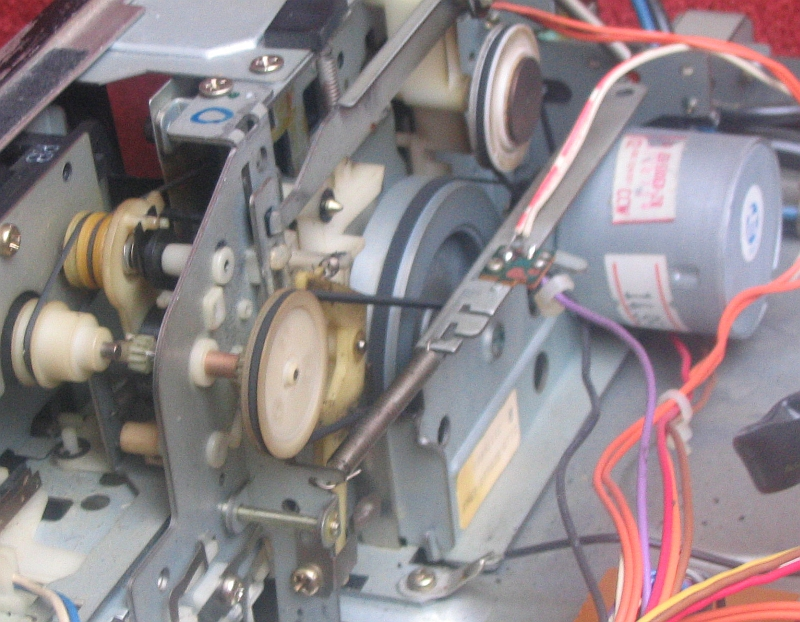
Tapedecks haben am Capstan eine große Schwungscheibe (mittige, alufarbene Scheibe) für guten Bandgleichlauf